# Newton Wallop (6e comte de Portsmouth)
Newton Wallop, 6e comte de Portsmouth (19 janvier 1856 - 4 décembre 1917), appelé vicomte Lymington jusqu'en 1891, est un homme politique libéral britannique, qui rejoint ensuite le Parti libéral unioniste en 1886. Il est ensuite revenu au Parti libéral pour servir de Sous-secrétaire d'État à la guerre sous Henry Campbell-Bannerman de 1905 à 1908. 

## Jeunesse et éducation

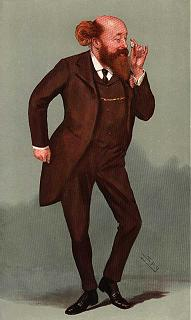
"The Demon", Newton Wallop, 6e comte de Portsmouth, caricature de Spy, Vanity Fair Magazine 21 août 1907

Lymington est né à Whitchurch, Hampshire, le fils aîné d'Isaac Newton Wallop (5e comte de Portsmouth), et de son épouse Eveline Alicia Juliana Herbert, fille de Henry Herbert (3e comte de Carnarvon). Il fait ses études au Collège d'Eton et de 1876 à 1879 au Balliol College d'Oxford, où il est président de l'Oxford Union. 

## Carrière politique
Il est élu député de Barnstaple lors d'une élection partielle en février 1880 siège qu'il occupe jusqu'en 1885, date à laquelle la représentation est réduite à un député à la suite du redécoupage de 1885. Aux élections générales de 1885, il est élu député de South Molton et occupe le siège jusqu'en 1891. 
Cette année-là, il succède à son père dans le comté et prend son siège à la Chambre des lords. De 1905 à 1908, Lord Portsmouth est Sous-secrétaire d'État à la guerre dans le gouvernement libéral d'Henry Campbell-Bannerman. 
Lord Portsmouth est également juge de paix pour le Hampshire et le Devon et lieutenant adjoint. 

## Famille
Lord Portsmouth épouse Beatrice Mary Pease, unique enfant d'Edward Pease de Darlington, en 1885. Il meurt en décembre 1917 à Whitchurch, à l'âge de 61 ans, et son jeune frère, John, lui succède au comté. La comtesse de Portsmouth est décédée en 1935. 